# Shō Hiramatsu
Shō Hiramatsu (japanisch 平松 昇, Hiramatsu Shō; * 26. November 1998 in Shimada, Präfektur Shizuoka) ist ein japanischer Fußballspieler.

## Karriere
Shō Hiramatsu erlernte das Fußballspielen in der Jugendmannschaft von Shimizu S-Pulse sowie in der Universitätsmannschaft der Risshō-Universität. Von Ende Juni 2020 bis Saisonende wurde er von der Universität an Shonan Bellmare ausgeliehen. Der Verein aus Hiratsuka spielte in der höchsten japanischen Liga, der J1 League. Sein Erstligadebüt gab er am 5. September 2020 im Heimspiel gegen Vissel Kōbe. Hier wurde er in der 67. Minute für Temma Matsuda eingewechselt. Nach der Ausleihe wurde er Anfang 2021 von Shonan fest verpflichtet. Ende August 2021 wechselte er auf Leihbasis bis Saisonende 2022 zum Zweitligisten Zweigen Kanazawa. Für Zweigen bestritt der Abwehrspieler 51 Ligaspiele. Nach der Ausleihe wechselte er ebenfalls auf Leihbasis zum Drittligisten FC Ryūkyū.